# لويس بريسون
لويس بريسون (بالفرنسية: Louis Brisson)‏ هو عالم عقيدة وقسيس فرنسي، ولد في 23 يونيو 1817 في Plancy-l'Abbaye ‏ في فرنسا، وتوفي بنفس المكان في 2 فبراير 1908.